# Watch Dogs: Legion
Watch Dogs: Legion è un videogioco di genere action-adventure sviluppato da Ubisoft Toronto e con Ubisoft per la distribuzione, uscito il 29 ottobre 2020 su Microsoft Windows, PlayStation 4, Xbox One e Google Stadia e il 10 novembre su Xbox Series X e S mentre il 12 novembre su PlayStation 5. È il terzo capitolo della serie Watch Dogs e sequel di Watch Dogs 2.

## Trama
Nel 2029 la sezione londinese del DedSec tenta di prevenire un attentato al Palazzo di Westminster (dove risiedeono le due camere del parlamento britannico), mandando sul posto Dalton, un agente dei servizi segreti che simpatizza con la causa; Dalton riesce a compiere la missione per un soffio, ma la bomba che ha disinnescato è solo una di tante piazzate in molte location sparse per Londra; Dalton viene ucciso da droni militari e la sede del DedSec è attaccata; si salva solo il capo della cellula, Sabine, che prima di scappare disattiva la A.I. Bagley che la aiutava. Comunque il DedSec fa in tempo a scoprire che tutto è partito da qualcuno che si fa chiamare Zero Day. Però la colpa delle bombe ricadrà sul DedSec.
In seguito agli attentati, la società si evolve in senso autoritario; il governo dà il via libera alla compagnia paramilitare Albion, gestita dal carismatico ma fanatico Nigel Cass, di introdurre sorveglianza elettronica e digitale senza rispettare la privacy dei cittadini; anche i servizi segreti ne approfittano, facendo man bassa di dati senza controllo; tutti questi dati finiscono al SIRS (Signals Intelligence Response Service), l'agenzia che si occupa di analizzare le informazioni (ufficialmente; ufficiosamente, sorvegliano anche attivisti politici, giornalisti e dissidenti, e se necessario li rapiscono). I quartieri abitati dalle fasce più povere della popolazione vengono lasciati al degrado; gli immigrati sono osteggiati, e se non in regola anche nella più piccola sciocchezza, prelevati e rinchiusi in centri di smistamento, in attesa di essere espulsi o incarcerati. Perfino la criminalità organizzata ne approfitta, in particolare il clan Kelley, comandata dalla spietata e crudele Mary Kelley; la donna ha le mani in pasta in molti affari sporchi, in particolare il traffico di esseri umani.
Un'altra conseguenza è l'introduzione dell'automazione in molti settori, che porta al licenziamento di migliaia e migliaia di lavoratori; consegne, taxi, ditte di costruzione, mezzi pubblici, anche analisi di dati: molti degli addetti impiegati in questi settori vengono rimpiazzati da droni e A.I.; per finire, la polizia perde molta efficacia e tanti agenti si dimettono o entrano in Albion.
Il DedSec viene decimato, praticamente sterminato; i suoi membri sono arrestati o uccisi. A parte i blog di teorie complottiste, nessuno crede all'innocenza del gruppo.
Mesi dopo, Sabine comincia a mettere in piedi una nuova squadra per il DedSec; comincia con una nuova recluta, che dopo ne trova altre, che a loro volta ne troveranno altre; l'obiettivo è capire chi sia Zero Day
Ben presto partono 4 diverse piste di indagine; oltre all'investigazione di Zero Day stesso, il DedSec (con l'aiuto del riattivato Bagley) comincia a sorvegliare e studiare anche Albion, il clan Kelley e la compagnia Broca Tech, oltre a incappare in altre situazioni inaspettate.
La prima possibilità è che Zero Day sia Albion: Nigel Cass è fanaticamente deciso a garantire la sicurezza della nazione a costo di annullare tutte le libertà personali; in più fa affari d'oro e si prepara a lanciare una nuova serie di droni ancora più sofisticati; per finire, molti suoi uomini sono ex militari, dotati delle competenze necessarie a mettere in piedi una operazione come gli attentati. Gli attivisti del DedSec dovranno fare i conti con la presenza massiccia e non supervisionata delle truppe Albion in città; presenza che però è sempre meno tollerata dai cittadini; aiutando coloro che hanno sofferto o stanno soffrendo per mano di Albion, Il DedSec acquista via via simpatizzanti, fino a far ribellare i quartieri di Londra l'uno dopo l'altro. Ogni quartiere liberato supporterà il DedSec fornendo possibili nuovi attivisti. Con l'aiuto di un ex collaboratore di Cass, Hamish Bolaji, il DedSec mostra in pubblico le prove dei crimini compiuti da Albion; a questo punto Cass si barrica nel suo quartier generale (la Torre di Londra) e gli attivisti saranno costretti ad affrontare tutto il suo esercito per ucciderlo.
La seconda possibilità è il clan Kelley; loro hanno fornito gli esplosivi usati negli attentati, e stanno profittando del caos; Mary Kelley fa impiantare chip sottopelle per controllare la posizione dei suoi schiavi, e tramite una versione avanzata del chip può ucciderli a distanza con la semplice pressione di un tasto. Il DedSec scopre che oltre a vendere schiavi presi dai centri Albion come camerieri o prostitute o qualunque altra cosa il cliente chieda, Mary Kelley li fa uccidere e sezionare per venderne gli organi; inoltre hanno monopolizzato il dark web a Londra per vendere e comprare di tutto. Durante l'indagine gli attivisti salvano la vita all'ispettore Kaitlin Lau di Scotland Yard, che chiede l'aiuto del DedSec per raccogliere prove contro la Kelley, dato che la banda ha informatori dentro la polizia; tuttavia, alla fine Mary Kelley viene uccisa dalle sue stesse vittime, una volta che il DedSec ha disattivato i chip e esposto i crimini della banda.
La pista successiva è la Broca Tech: La compagnia è specializzata nel creare A.I. che assistono le persone nella vita quotidiana; anche Bagley è una sua creazione; ma controllando i segreti della fondatrice e CEO Skie Larsen, il DedSec scopre che la donna copia gli schemi cerebrali delle persone per costruire le sue AI, cancellando però i ricordi; Skie iniziò questi esperimenti fin da ragazza, mappando la rete neurale del suo cane, e in seguito di sua madre; l'ultimo progetto è immettere la mappa del suo stesso cervello in rete: l'attivista che la trova deve decidere se disattivare la coscienza di Skie e staccare l'alimentazione del suo corpo, oppure caricare la mappatura nel cyberspazio! Però neanche Skie Larsen era Zero Day.
Un altro sospetto è un collettivo di hacker chiamato 404; ma questi hacktivisti sono innocenti e aiutano il DedSec per dimostrarlo. In seguito affidano incarichi agli attivisti in cambio di ricompense in moneta virtuale.
Un analista del SIRS, Richard Malik, contatta il DedSec sostenendo che il SIRS, o almeno una parte, è coinvolto in attività non autorizzate e sta per tramare altri attacchi; Malik accusa il suo superiore Emma Child, capo del SIRS, ma costei rapisce un membro del DedSec per contattarli e spiega che Malik sta diventando progressivamente più estremo nelle sue idee per operazioni segrete; SIRS e DedSec uniscono le forze per stanarlo, ma Malik è più astuto: fa trapelare il piano per un attentato, poi detona la bomba piazzata per uccidere Emma Child e i suoi collaboratori più fidati e contemporaneamente denuncia gli attivisti ad Albion, avendo ottenuto le loro identità grazie alla frequentazione del DedSec. Il gruppo riesce infine a catturarlo ed esporre il suo complotto, discolpandosi.
Tolti di mezzo Kelley, Cass e Malik, il DedSec viene hackerato da Zero Day per rubare la tecnologia e i dati acquisiti; Bagley trova una traccia che conduce ad un rifugio; lì gli attivisti trovano una registrazione di quanto avvenne la notte degli attentati; Sabine si salvò perché fu lei stessa a chiamare Nigel Cass per eliminare il DedSec; sempre Sabine ha acquistato l'esplosivo dai Kelley per farlo piazzare però agli uomini di Albion (lei non aveva le competenze per preparare e trasportare le bombe); Bagley fu spento per non scoprire la verità; Cass cercò comunque di ucciderla per non condividere, ma Sabine era pronta per l'eventualità e riuscì a fuggire. Dopo ha ricreato il DedSec per eliminare i nemici che si era fatta e i potenziali avversari, oltre a recuperare tutti i componenti necessari al suo vero piano. Sabine ha intenzione di installare una patch nel codice di Bagley per renderlo capace di controllare l'elettronica a livello mondiale, poi lo userà per spegnere tuta la tecnologia del pianeta, riportandolo all'inizio (Zero Day, appunto). Il DedSec però sa che questo comporterebbe anche la morte di milioni di persone (pazienti di ospedali, passeggeri di automezzi, navi, aerei, e così via) e glielo impedisce; Sabine non accetta la sconfitta e si butta dalla torre che le serviva a trasmettere il segnale. Contemporaneamente, la squadra deve spegnere e riavviare Bagley, prima che il nuovo codice prenda il sopravvento.
A questo punto è finita; il DedSec può festeggiare la vittoria prima di ricominciare ad aiutare i londinesi e agire come cane da guardia della società. Kaitlin Lau viene nominata nuovo capo di Scotland Yard (il precedente è stato ucciso da Nigel Cass). Hamish mette in rete altri segreti di Cass, portando così il governo a rivedere il contratto con Albion.
Finito il pericolo di Zero Day, Bagley comincia a sperimentare strani sintomi; ha ricordi di una vita che non sapeva di aver vissuto; ricordando che Skie Larsen mappava le menti delle persone, chiede al DedSec di rintracciare alcuni luoghi nella sua memoria per scoprire di più; alla fine, le indagini della squadra arrivano alla verità; il codice di Bagley è basato sulla mappa neurale di Bradley Larsen, il fratello di Skie ammalatosi di demenza precoce (Bagley è una storpiatura del nome usata dagli amici); Skie lo ha mappato e poi lo ha sistemato in un appartamento sotto la cura di una infermiera. Bagley chiede ad un attivista di metterli in contatto, per potergli parlare una sola volta; finito il monologo (Bradley è ormai isolato dalla realtà) Bagley riesce a lasciarsi i ricordi frammentati alle spalle.

## Espansioni

### Bloodline
Nel periodo tra la distruzione del DedSec londinese e la sua ricostruzione, l'ex vigilante Aiden Pierce (protagonista di Watch Dogs) riceve un'offerta dal collega Jordi Chin: un contratto a Londra, che Aiden accetta per andare a trovare il nipote Jackson; il ragazzo, che Aiden non vede da molti anni (nel primo gioco ha mandato via sorella e nipote per proteggerli) frequenta il college lì. La missione consiste nel procurare prove fotografiche di un progetto per un robot ideato dalla Broca Tech, progetto capeggiato da un certo Thomas Rempart; inoltre Aiden deve recuperare un congegno, il BrocaBridge. Ma nella faccenda si inserisce Reginald Blechman detto Wrench (personaggio di Watch Dogs 2) ex membro del DedSec di San Francisco, che ha altre idee; i due hanno una rissa e Wrench riesce a filarsela col BrocaBridge, mentre Aiden viene preso dagli uomini di Rempart; ma Wrench in seguito aiuta Aiden a scappare.
Aiden va a trovare Jackson; il ragazzo non vuole essere coinvolto, però indirizza lo zio ad un contatto nel DedSec, Connie Robinson; Connie aiuterà Aiden in cambio del suo aiuto per i suoi problemi. Rempart contatta Aiden, pretendendo la restituzione del BrocaBridge, e minaccia di vendicarsi su Jackson in caso contrario.
Jackson aiuta Aiden a rintracciare Wrench, e Aiden va ad affrontarlo; ma Wrench rivela che lui faceva parte del progetto BrocaBridge, prima che Rampart lo buttasse fuori; così Wrench gli ha sottratto un componente fondamentale per il suo progetto. Intanto Rempart rapisce Jackson, chiedendo il componente in cambio; Aiden ottiene l'oggetto da Wrench e lo scambia, solo che Rempart ha ricevuto un falso realizzato da Wrench contenente esplosivo; la detonazione sfigura Rempart e crea una finestra per la fuga di Aiden e Jackson, per quanto Aiden sia colpito da una pallottola e finisca poi in coma. Wrench ospita Aiden e Jackson nel suo rifugio e si procura il necessario per curarlo; in seguito all'evento, conosce Jordi e porta a termine alcuni contratti da fixer per lui al posto di Aiden.
Skie Larsen si offre di pagare le cure di Aiden in cambio dell'aiuto di Wrench; Skie rivuole il controllo della sua società usurpato da Rempart; la donna propone un esperimento ardito per collegare Jackson alla mente di Aiden tramite il BrocaBridge; Jackson accetta nonostante le diffidenze di Wrench. Dentro i ricordi di Aiden, Jackson trova la parte del passato che ancora perseguita lo zio, ovvero la morte della sorellina Lena 17 anni prima; Jackson aiuta Aiden a superare il senso di colpa, così Aiden esce dal coma e fa pace col nipote.
Jackson, Aiden e Wrench decidono di chiudere i conti con Rempart, che sta tentando di scappare con il suo panfilo; Wrench riesce a salire a bordo e distrugge il suo esercito di robot, poi cattura Rempart e lo consegna agli agenti Albion.
Qualche tempo dopo, Connie informa Aiden e Wrench che un contatto nel DedSec ha scoperto un operativo sopravvissuto alla caccia di Albion, e chiede loro di contattarla (portando la storia verso la trama della campagna principale).

### Assassin's Creed
I membri del DedSec si mettono in mezzo involontariamente in qualcosa di grosso: una guerra silenziosa che va avanti da secoli tra la Confraternita degli Assassini e i successori degli antichi cavalieri Templari (la serie Watch Dogs e la saga Assassin's Creed sono prodotte entrambe dalla Ubisoft); in particolare aiuteranno Darcy Clarkson a salvare suo fratello Lucas prigioniero dei Templari; il ramo londinese della Confraternita è quasi estinto, e i fratelli Clarkson non sono molto in sintonia, un po' come i loro antenati Jacob e Evie Frye (protagonisti di Assassin's Creed: Syndicate) vissuti a metà Ottocento in circostanze simili; oltre a svolgere alcune missioni per conto della Confraternita, il DedSec riesce ad infiltrare Darcy a Buckingham Palace, dove la ragazza cerca una reliquia nascosta in una cripta sotterranea e protetta da un enigma basato su 3 statue di assassini britannici; i fratelli Frye e Edward Kenway (protagonista di Assassin's Creed IV: Black Flag), un ex pirata e assassino vissuto nel Settecento. Finita la missione, Darcy accetta l'invito del DedSec ad unirsi alla lotta contro tutti i poteri che agiscono nell'ombra.

## Modalità di gioco
Il gioco è ambientato in una versione romanzata di Londra, che include alcuni elementi caratteristici della città come monumenti, quartieri e stile culturale. Il gioco è giocabile da una prospettiva in terza persona, con la possibilità di controllare più personaggi che possono essere reclutati proseguendo con il gioco; essi potranno morire in modo permanente nel corso di una partita, navigando in un open world sia a piedi che con il veicolo, oppure sarà possibile spostarsi all'interno della città tramite la metropolitana londinese. La libertà dei cittadini è stata notevolmente limitata; essi sono costantemente monitorati da Albion, che agisce come polizia cittadina.
A differenza dei capitoli precedenti, che utilizzavano un solo protagonista, per la prima volta nella serie, Legion offre la possibilità di controllare più personaggi all'interno del gioco, ognuno con caratteristiche uniche. Ogni personaggio potrà essere reclutato per svolgere una determinata missione, anche se tutto ciò dipende dalla loro posizione all'interno di DedSec. Ad esempio, un personaggio che viene aiutato dal gruppo di hacker sarà propenso ad aiutarli per missioni future; se un familiare è stato ucciso da un membro DedSec, il personaggio si rifiuterà di aderire al gruppo.
Una volta che un personaggio viene reclutato nella squadra del giocatore, esso verrà assegnato a una delle tre classi: combattimento, stealth o hacking. Ogni classe dispone di una serie di strumenti e potenziamenti. Per salire di livello, il personaggio deve completare missioni o attività. In base al proprio passato, a ogni personaggio vengono influenzate le abilità speciali e i tratti. Per esempio, un personaggio con una certa affinità con i droni può arrecare più danni con essi, mentre un personaggio che sfrutta la propria adrenalina, infiggerà dei danni notevoli ma, avendo una difesa più ridotta, sarà più facile da uccidere. Tutti i personaggi del gioco reclutati nella squadra del giocatore possono essere completamente personalizzabili nell'abbigliamento, possono utilizzare armi letali e non; quest'ultimi tipi di armi sono numerosi rispetto ai titoli precedenti.
Nella modalità cooperativa, i giocatori possono unirsi a una squadra di massimo quattro giocatori, condividendo il progresso in giocatore singolo.

## Sviluppo

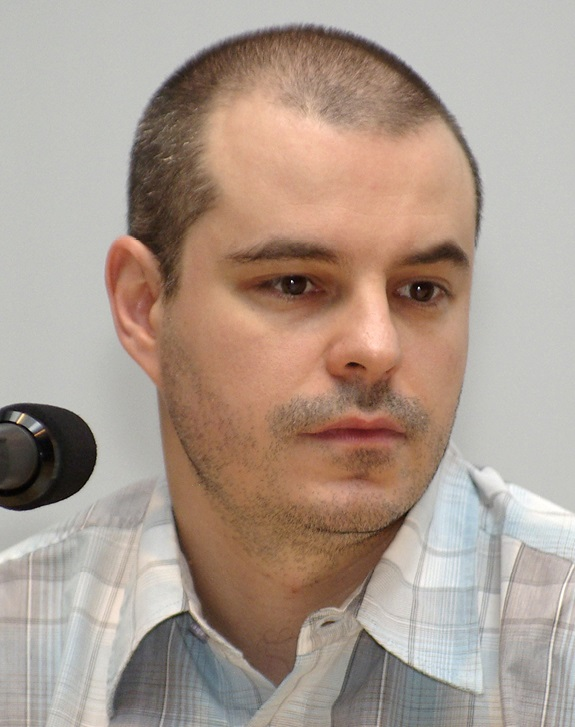
Clint Hocking, direttore creativo di Watch Dogs: Legion

Watch Dogs: Legion è stato sviluppato da Ubisoft Toronto, con ulteriori aiuti forniti da Ubisoft Montreal, Ubisoft Paris, Ubisoft Bucarest, Ubisoft Kiev e Ubisoft Reflections. Il team di sviluppo è guidato dal direttore creativo Clint Hocking, che è stato assunto per assistere alla creazione del gioco. Sono stati assunti inoltre alcuni sviluppatori che avevano precedentemente lavorato insieme a lui su Far Cry e Far Cry 2.
Dopo il suo annuncio all'E3 2019, molti hanno descritto l'ambientazione del videogioco, come una Londra futuristica post-Brexit, ciò che potrebbe accadere dopo la prevista uscita del Regno Unito dall'Unione europea. La scelta di questa ambientazione è diventato un punto di dibattito nei media in quanto ci sono diverse questioni politiche legate alla post-Brexit. Hocking dichiarò di aver avuto l'idea di questa ambientazione nel 2016, circa un anno e mezzo prima del voto effettivo per la Brexit. Lo scopo del videogioco non è quello di cercare di discutere della natura della Brexit ma è quello di mostrare e dibattere su elementi già esistenti nella società di oggi, che portano a eventi come esso.
Il 25 gennaio 2020, Hocking sottolineò che, come "creatore di cultura", ha l'obiettivo di includere elementi del mondo reale come la Brexit, per fornire ai giocatori un mezzo di coinvolgimento riguardo al mondo che ci circonda. Il team di sviluppo ha riflettuto molto su come implementare questi e altri eventi che si verificano nel mondo reale all'interno dell'ambiente di gioco.
Ubisoft ha collaborato con il rapper britannico Stormzy per una missione speciale in gioco chiamata Fall on My Enemies, che sarà disponibile al lancio del gioco. Stormzy ha anche registrato un video musicale intitolato Rainfall, realizzato tramite il motion capture per il gioco.

## Pubblicazione
Watch Dogs: Legion ha mosso le prime notizie su Twitter, con un post il 5 giugno 2019, prima del suo annuncio all'E3 2019, dove già Ubisoft aveva programmato la sua uscita sul mercato per marzo 2020. È stato successivamente rimandato all'anno fiscale 2021, senza una data precisa. Con l'evento streaming Ubisoft Forward avvenuto il 12 luglio 2020, il videogioco è stato annunciato per il 29 ottobre 2020 per le console di ottava generazione, mentre per PlayStation 5 e Xbox Series X/S entro fine anno. Con la conferma ufficiale di Microsoft riguardo all'uscita di Xbox Series X/S per il 10 novembre 2020, Ubisoft ha dichiarato che Legion sarà un gioco di lancio delle due console.
A gennaio 2020, il giornalista della BBC Marc Cieslak, ha condotto un'intervista con Hocking riguardo a Watch Dogs: Legion dentro il gioco stesso, creando, per la prima volta nel mondo videoludico, un'intervista virtuale su Click. È stato utilizzato il motion capture nello studio per creare l'ambiente virtuale.
Ubisoft ha annunciato che un aggiornamento post-lancio il 3 dicembre aggiungerà il multiplayer al gioco. Un DLC prequel, chiamato Bloodlines sarà disponibile per i possessori del pass stagionale. Bloodlines aggiungerà quattro nuovi personaggi, tra cui Aiden Pearce, il protagonista del primo Watch Dogs, Wrench un personaggio secondario da Watch Dogs 2, Mina una transumana e Darcy, un membro degli Assassini. Nuovi personaggi, missioni e la modalità New Game Plus saranno pubblicati gratuitamente nel 2021. In data 30 agosto '21 è stato annunciato un crossover con la serie di Netflix la Casa di Carta.

## Accoglienza
| Testata                        | Versione      | Giudizio |
| ------------------------------ | ------------- | -------- |
| Metacritic (media al 31/08/21) | Xbox Serie X  | 74/100   |
| Metacritic (media al 31/08/21) | Xbox ONE      | 76/100   |
| Metacritic (media al 31/08/21) | PlayStation 5 | 66/100   |
| Metacritic (media al 31/08/21) | PlayStation 4 | 70/100   |
| Metacritic (media al 31/08/21) | PC            | 72/100   |
| OpenCritic (media al 09/09/21) | varie         | 74/100   |
| Attack of the Fanboy           | Xbox One X    | [ 32 ]   |

Watch Dogs: Legion ha ricevuto un'accoglienza favorevole stando alle recensioni aggregate su Metacritic.